# Championnat d'Équateur de football 1986
Navigation
Saison précédente Saison suivante
La saison 1986 du Championnat d'Équateur de football est la vingt-huitième édition du championnat de première division en Équateur.
Seize équipes prennent part à la Série A, la première division. Le championnat se déroule en quatre phases. Les deux premières voient les seize équipes réparties en deux poules, où elles s'affrontent deux fois, à domicile et à l'extérieur. Les trois premiers de chaque poule obtiennent leur qualification pour la 3e phase, le dernier doit disputer la poule de relégation. La troisième phase est disputée par les douze équipes qualifiées, qui sont de nouveau réparties en deux poules, dont les deux premiers disputent la Liguilla, la poule pour le titre.
C'est le Club Deportivo El Nacional qui remporte la compétition après avoir terminé en tête de la Liguilla, avec trois points d'avance sur le tenant du titre, le Barcelona Sporting Club et quatre sur le CDT Universitario. C'est le 9e titre de champion d'Équateur de l'histoire du club. 

## Les clubs participants
| - LDU Portoviejo - Deportivo Quevedo - Club Social y Deportivo Macara - Promu de Série B - Barcelona Sporting Club - Deportivo Quito - CDU Católica del Ecuador - Club Sport Emelec - Club Deportivo Esmeraldas Petrolero | - Club Deportivo El Nacional - Club Deportivo Técnico Universitario - Audaz Octubrino - América de Quito - Club 9 de Octubre - LDU Quito - Club Deportivo Filanbanco - Deportivo Cuenca |

## Compétition

### Première phase

#### Groupe A
| Rang | Équipe                           | Pts | J  | G | N | P  | Bp | Bc | Diff |
| ---- | -------------------------------- | --- | -- | - | - | -- | -- | -- | ---- |
| 1    | Deportivo Quito                  | 20  | 14 | 9 | 2 | 3  | 34 | 13 | +21  |
| 2    | Club Sport Emelec                | 18  | 14 | 8 | 2 | 4  | 20 | 16 | +4   |
| 3    | Barcelona Sporting Club          | 16  | 14 | 6 | 4 | 4  | 21 | 16 | +5   |
| 4    | Audaz Octubrino                  | 15  | 14 | 6 | 3 | 5  | 16 | 13 | +3   |
| 5    | Deportivo Quevedo                | 15  | 14 | 5 | 5 | 4  | 18 | 21 | -3   |
| 6    | Club Social y Deportivo Macara P | 12  | 14 | 3 | 6 | 5  | 12 | 17 | -5   |
| 7    | CDU Católica del Ecuador         | 11  | 14 | 4 | 3 | 7  | 15 | 21 | -6   |
| 8    | América de Quito                 | 5   | 14 | 1 | 3 | 10 | 9  | 28 | -19  |

|  | Qualification pour la troisième phase  |
|  | Participation à la poule de relégation |

#### Groupe B
| Rang | Équipe                              | Pts | J  | G | N | P  | Bp | Bc | Diff |
| ---- | ----------------------------------- | --- | -- | - | - | -- | -- | -- | ---- |
| 1    | Club Deportivo El Nacional          | 21  | 14 | 9 | 3 | 2  | 33 | 11 | +22  |
| 2    | Club Deportivo Filanbanco           | 20  | 14 | 8 | 4 | 2  | 23 | 14 | +9   |
| 3    | LDU Quito                           | 19  | 14 | 8 | 3 | 3  | 28 | 16 | +12  |
| 4    | Club Deportivo Esmeraldas Petrolero | 14  | 14 | 5 | 4 | 5  | 16 | 16 | 0    |
| 5    | CDT Universitario                   | 12  | 14 | 4 | 4 | 6  | 14 | 17 | -3   |
| 6    | Deportivo Cuenca                    | 12  | 14 | 4 | 4 | 6  | 12 | 17 | -5   |
| 7    | LDU Portoviejo                      | 9   | 14 | 4 | 1 | 9  | 14 | 36 | -22  |
| 8    | Club 9 de Octubre                   | 5   | 14 | 2 | 1 | 11 | 13 | 16 | -3   |

|  | Qualification pour la troisième phase  |
|  | Participation à la poule de relégation |

### Seconde phase

#### Groupe A
| Rang | Équipe                              | Pts | J  | G | N | P | Bp | Bc | Diff |
| ---- | ----------------------------------- | --- | -- | - | - | - | -- | -- | ---- |
| 1    | Club Deportivo Filanbanco           | 18  | 14 | 6 | 6 | 2 | 18 | 8  | +10  |
| 2    | Deportivo Quito                     | 17  | 14 | 6 | 5 | 3 | 24 | 16 | +8   |
| 3    | Barcelona Sporting Club             | 16  | 14 | 7 | 2 | 5 | 17 | 13 | +4   |
| 4    | Deportivo Cuenca                    | 15  | 14 | 6 | 5 | 4 | 14 | 13 | +1   |
| 5    | Club Deportivo Esmeraldas Petrolero | 13  | 14 | 5 | 3 | 6 | 14 | 14 | 0    |
| 6    | Deportivo Quevedo                   | 11  | 14 | 4 | 3 | 7 | 11 | 18 | -7   |
| 7    | Club 9 de Octubre                   | 10  | 14 | 3 | 4 | 7 | 16 | 23 | -7   |
| 8    | CDU Católica del Ecuador            | 10  | 14 | 4 | 2 | 8 | 14 | 23 | -9   |

|  | Qualification pour la troisième phase  |
|  | Participation à la poule de relégation |

#### Groupe B
| Rang | Équipe                           | Pts | J  | G | N | P | Bp | Bc | Diff |
| ---- | -------------------------------- | --- | -- | - | - | - | -- | -- | ---- |
| 1    | CDT Universitario                | 19  | 14 | 8 | 3 | 3 | 17 | 12 | +5   |
| 2    | Club Deportivo El Nacional       | 17  | 14 | 6 | 5 | 3 | 21 | 13 | +8   |
| 3    | Audaz Octubrino                  | 16  | 14 | 6 | 4 | 4 | 12 | 11 | +1   |
| 4    | Club Sport Emelec                | 14  | 14 | 6 | 2 | 6 | 15 | 13 | +2   |
| 5    | América de Quito                 | 13  | 14 | 4 | 5 | 5 | 19 | 16 | +3   |
| 6    | LDU Quito                        | 13  | 14 | 5 | 3 | 6 | 12 | 14 | -2   |
| 7    | Club Social y Deportivo Macara P | 12  | 14 | 6 | 0 | 8 | 22 | 23 | -1   |
| 8    | LDU Portoviejo                   | 8   | 14 | 2 | 4 | 8 | 14 | 30 | -16  |

|  | Qualification pour la troisième phase  |
|  | Participation à la poule de relégation |

### Troisième phase
À l'issue des deux premières phases, les trois premiers de chaque poule reçoivent un bonus respectif de 1,5, 1 et 0,5 point.

#### Groupe A
| Rang | Équipe                 | Pts  | J  | G | N | P | Bp | Bc | Diff |
| ---- | ---------------------- | ---- | -- | - | - | - | -- | -- | ---- |
| 1    | Deportivo Cuenca       | 15   | 10 | 6 | 3 | 1 | 15 | 5  | +10  |
| 2    | CDT Universitario +1.5 | 14.5 | 10 | 5 | 3 | 2 | 14 | 9  | +5   |
| 3    | Deportivo Quito +2.5   | 13.5 | 10 | 3 | 5 | 2 | 16 | 10 | +6   |
| 4    | Club Sport Emelec +1   | 10   | 10 | 4 | 1 | 5 | 13 | 13 | 0    |
| 5    | LDU Quito +0.5         | 9.5  | 10 | 2 | 5 | 3 | 10 | 12 | -2   |
| 6    | Deportivo Quevedo      | 3    | 10 | 0 | 3 | 7 | 5  | 24 | -19  |

|  | Qualification pour la Liguilla |

#### Groupe B
| Rang | Équipe                              | Pts  | J  | G | N | P | Bp | Bc | Diff |
| ---- | ----------------------------------- | ---- | -- | - | - | - | -- | -- | ---- |
| 1    | Club Deportivo El Nacional +2.5     | 17.5 | 10 | 6 | 3 | 1 | 23 | 10 | +13  |
| 2    | Barcelona Sporting Club +1          | 16   | 10 | 7 | 1 | 2 | 19 | 7  | +12  |
| 3    | Club Deportivo Filanbanco +2.5      | 14.5 | 10 | 3 | 6 | 1 | 14 | 13 | +1   |
| 4    | Club Social y Deportivo Macara P    | 8    | 10 | 3 | 2 | 5 | 16 | 24 | -8   |
| 5    | Audaz Octubrino +0.5                | 5.5  | 10 | 2 | 1 | 7 | 8  | 18 | -10  |
| 6    | Club Deportivo Esmeraldas Petrolero | 5    | 10 | 1 | 3 | 6 | 6  | 13 | -7   |

|  | Qualification pour la Liguilla |

#### Poule de relégation
À l'issue des deux premières phases, le dernier de chaque poule reçoit un malus d'un demi-point. Seul le dernier de la poule est relégué en Série B.
| Rang | Équipe                        | Pts | J | G | N | P | Bp | Bc | Diff |  | Résultats (▼ dom., ► ext.)    | CDU | Por | Amé | 9Oc |
| ---- | ----------------------------- | --- | - | - | - | - | -- | -- | ---- |  | ----------------------------- | --- | --- | --- | --- |
| 1    | CDU Católica del Ecuador -0.5 | 7.5 | 6 | 4 | 0 | 2 | 10 | 6  | +4   |  | CDU Católica del Ecuador -0.5 |     | 4-1 | 1-0 | 2-1 |
| 2    | LDU Portoviejo -0.5           | 7.5 | 6 | 3 | 2 | 1 | 12 | 12 | 0    |  | LDU Portoviejo -0.5           | 2-1 |     | 2-1 | 4-4 |
| 3    | América de Quito -0.5         | 6.5 | 6 | 3 | 1 | 2 | 7  | 5  | +2   |  | América de Quito -0.5         | 1-0 | 1-1 |     | 3-1 |
| 4    | Club 9 de Octubre -0.5        | 0.5 | 6 | 0 | 1 | 5 | 8  | 14 | -6   |  | Club 9 de Octubre -0.5        | 1-2 | 1-2 | 0-1 |     |

|  | Relégation directe en Série B |

### Liguilla
À l'issue de la troisième phase, le premier de chaque poule reçoit un bonus d'un point.
| Rang | Équipe                        | Pts | J | G | N | P | Bp | Bc | Diff |  | Résultats (▼ dom., ► ext.)    | ElN | Bar | CDT | Cue |
| ---- | ----------------------------- | --- | - | - | - | - | -- | -- | ---- |  | ----------------------------- | --- | --- | --- | --- |
| 1    | Club Deportivo El Nacional +1 | 10  | 6 | 4 | 1 | 1 | 9  | 2  | +7   |  | Club Deportivo El Nacional +1 |     | 4-0 | 2-1 | 2-0 |
| 2    | Barcelona Sporting Club       | 7   | 6 | 3 | 1 | 2 | 7  | 6  | +1   |  | Barcelona Sporting Club       | 1-0 |     | 1-1 | 2-0 |
| 3    | CDT Universitario             | 6   | 6 | 2 | 2 | 2 | 6  | 6  | 0    |  | CDT Universitario             | 0-0 | 1-0 |     | 2-0 |
| 4    | Deportivo Cuenca +1           | 3   | 6 | 1 | 0 | 5 | 3  | 11 | -8   |  | Deportivo Cuenca +1           | 0-1 | 0-3 | 3-1 |     |

|  | Qualification pour la Copa Libertadores 1987 |
|  | T : Tenant du titre                          |

## Bilan de la saison
| Championnat d'Équateur de football 1986 |                                                                  |
| Champion                                | Club Deportivo El Nacional (9e titre)                            |
| Qualifications continentales            |                                                                  |
| Copa Libertadores 1987                  | Club Deportivo El Nacional                                       |
| Copa Libertadores 1987                  | Barcelona Sporting Club                                          |
| Promotions et relégations               |                                                                  |
| Promus en Série A                       | Deportivo Cotopaxi River Plate Riobamba Sociedad Deportiva Aucas |
| Relégués en Série B                     | Club 9 de Octubre                                                |